# العلاقات الأوزبكستانية الساموية
العلاقات الأوزبكستانية الساموية هي العلاقات الثنائية التي تجمع بين أوزبكستان وساموا.

## مقارنة بين البلدين
هذه مقارنة عامة ومرجعية للدولتين:
| وجه المقارنة                                              | أوزبكستان       | ساموا                        |
| --------------------------------------------------------- | --------------- | ---------------------------- |
| المساحة (كم2)                                             | 448.98 ألف      | 2.84 ألف                     |
| عدد السكان (نسمة)                                         | 32.39 مليون     | 196.44 ألف                   |
| الكثافة السكانية (ن./كم²)                                 | 72.14           | 69.17                        |
| العاصمة                                                   | طشقند           | أبيا                         |
| اللغة الرسمية                                             | اللغة الأوزبكية | لغة إنجليزية، اللغة الساموية |
| العملة                                                    | سوم أوزبكستاني  | تالا ساموي                   |
| الناتج المحلي الإجمالي (بليون دولار)                      | 48.72 مليار     | 856.63 مليون                 |
| الناتج المحلي الإجمالي (تعادل القوة الشرائية) بليون دولار | 190.50 مليار    | 1.15 مليار                   |
| الناتج المحلي الإجمالي الاسمي للفرد دولار أمريكي          | 2.13 ألف        | 3.94 ألف                     |
| الناتج المحلي الإجمالي للفرد دولار أمريكي                 | 5.57 ألف        | 5.79 ألف                     |
| مؤشر التنمية البشرية                                      | 0.675           | 0.702                        |
| رمز المكالمات الدولي                                      | +998            | +685                         |
| رمز الإنترنت                                              | .uz             | .ws                          |
| المنطقة الزمنية                                           | ت ع م+05:00     | ت ع م+13:00                  |

## منظمات دولية مشتركة
يشترك البلدان في عضوية مجموعة من المنظمات الدولية، منها:
| علم المنظمة | اسم المنظمة                               | تاريخ انضمام أوزبكستان | تاريخ انضمام ساموا |
| ----------- | ----------------------------------------- | ---------------------- | ------------------ |
|             | وكالة ضمان الاستثمار متعدد الأطراف        | 4 نوفمبر 1993          | 27 سبتمبر 2002     |
|             | منظمة الشرطة الجنائية الدولية             | ?                      | ?                  |
|             | منظمة حظر الأسلحة الكيميائية              | ?                      | ?                  |
|             | الأمم المتحدة                             | 2 مارس 1992            | 15 ديسمبر 1976     |
|             | مؤسسة التمويل الدولية                     | 30 سبتمبر 1993         | 28 يونيو 1974      |
|             | يونسكو                                    | 26 أكتوبر 1993         | 3 أبريل 1981       |
|             | مؤسسة التنمية الدولية                     | 24 سبتمبر 1992         | 28 يونيو 1974      |
|             | بنك التنمية الآسيوي                       | 1995                   | 1966               |
|             | البنك الدولي للإنشاء والتعمير             | 21 سبتمبر 1992         | 28 يونيو 1974      |
|             | المركز الدولي لتسوية المنازعات الاستشارية | 25 أغسطس 1995          | 25 مايو 1978       |
|             | الاتحاد البريدي العالمي                   | ?                      | ?                  |
|             | الاتحاد الدولي للاتصالات                  | 10 يوليو 1992          | 7 أكتوبر 1988      |

## وصلات خارجية
- موقع وزارة الخارجية الأوزبكستانية